# Sancha Kastilská (1139–1179)
Sancha Kastilská (katalánsky Sança de Castella i de Barcelona, 1139 – 5. srpna 1177/1179?) byla navarrská královna.
Narodila se jako dcera kastilského krále Alfonse VII. a Berenguely Barcelonské. Za mladého navarrského krále se provdala 20. července 1153, dějištěm svatebního veselí se stalo Carrión de los Condes. Doba vlády Sancha VI. byla poznamenána věčnými střety s Kastílií a Aragónií. Sancha zemřela po více než dvaceti letech manželství a Sancho se již znovu neoženil. Oba jsou pohřbeni v Pamploně.